# Just Cause 4
Just Cause 4 est un jeu vidéo du type GTA-like développé par Avalanche Studios et édité par Square Enix, sorti le 4 décembre 2018 sur Xbox One, PlayStation 4 et Microsoft Windows. Il s'agit du quatrième opus de la série Just Cause.
Just Cause 4 a reçu des critiques mitigées à sa sortie, avec des critiques dirigées vers son histoire, sa conception de mission, ses cinématiques et son jeu de voix, tandis que les graphismes, la conception sonore, les commandes et la mécanique du monde ouvert sont loués.  Le jeu n'a pas non plus répondu aux attentes de vente de Square Enix, il est donc considéré comme un échec commercial.

## Histoire
Dans un pays fictif d'Amérique latine du nom de Solis, Rico Rodriguez s'attaque frontalement à un groupe paramilitaire appelé la Main noire dirigé par Gabriella Morales. Rico a déjà eu affaire à ce groupe de mercenaires qui a servi Salvador Mendoza et Sebastiano di Ravello. En affrontant la Main Noire, Rico espère trouver des réponses sur la mort de son père. Aidé par Mira Morales, la propre cousine du commandant de la Main Noire, et d'autres rebelles, Rico va former l'armée du chaos pour affronter cette armée de mercenaires et en profitera pour renverser l'employeur de la Main Noire, à savoir le dictateur de Solis, Oscar Espinosa.

## Factions
- L'Armée du Chaos : Principale Faction Protagoniste du jeu. Elle est co-dirigée par Rico Rodriguez et Mira Morales. Leur but est de renverser le régime dictatorial d'Espinosa à Solis
- La Main Noire : Principale Faction Antagoniste du jeu. Elle est co-dirigée par Oscar Espinosa et Gabriela Morales. Leur but est de conserver le régime d'Espinosa et d'éliminer ses opposants.
- Les Studios Garland King : Équipe de tournage qui fait un film a Solis illégalement.
- Le Gang anarchiste de Solis : Faction Antagoniste au joueur, dirigée par Che Sanz.
- Le Gang des Techniciens : Faction Antagoniste au joueur, dirigée par Dona Perez.
- Le Gang de Los Artistas : Faction Antagoniste au joueur, dirigée par Rey Hormigon.
- Les "Démons" : Faction Antagoniste au joueur, dirigée par Simon Valencia/Hachasunqu.
- L'Agence : Faction Antagoniste au joueur

## Système de jeu
Just Cause 4 est une œuvre de science-fiction et un jeu d'action-aventure à la troisième personne se déroulant dans un monde ouvert dans lequel le joueur incarne Rico Rodriguez et doit arrêter un groupe ennemi qui utilise des intempéries pour attaquer le pays et tout dominer.

## Accueil
Ce jeu vidéo a été testé par plusieurs sites de jeux vidéo comme Gameblog, JeuxActu ou Jeuxvideo.com.
Selon Metacritic, Just Cause 4 a reçu des critiques "mélangées ou moyennes" de la part des critiques. Alors que le gameplay du monde ouvert, les commandes, les graphismes et la bande sonore ont été loués, son histoire, la conception de la mission, les cinématiques et le doublage ont été critiqués. Le jeu a également été fortement critiqué par les utilisateurs qui ont noté la régression du jeu dans la qualité graphique par rapport aux épisodes passés de la série, en soulignant en particulier les effets d'eau grandement simplifiés et la végétation plate. Cela a conduit Square Enix à développer un patch dans le but d'atténuer ces plaintes, avec un succès partiel.

### Ventes
La version PlayStation 4 s'est vendue à 16 100 exemplaires au cours de sa première semaine de vente au Japon, ce qui l'a placée à la septième place du classement des ventes de jeux vidéo tous formats.
Lors d'une séance d'information financière, Square Enix a expliqué que Just Cause 4 avait vendu moins d'exemplaires que prévu et que le nombre d'exemplaires vendus ne couvrait pas les coûts de développement.
Le président de Square Enix a également cité la lenteur des ventes de Just Cause 4 comme une raison importante du faible revenu d'exploitation de l'entreprise en 2018.